# Terminalia triflora
Terminalia triflora är en tvåhjärtbladig växtart som först beskrevs av August Heinrich Rudolf Grisebach, och fick sitt nu gällande namn av Miguel Lillo. Terminalia triflora ingår i släktet Terminalia och familjen Combretaceae. Inga underarter finns listade i Catalogue of Life.